# Klubowe Mistrzostwa Azji w piłce siatkowej kobiet
Klubowe Mistrzostwa Azji w piłce siatkowej kobiet ang. Women's AVC Club Championships – międzynarodowe, klubowe rozgrywki siatkarskie, utworzone z inicjatywy Azjatyckiej Konfederacji Piłki Siatkowej (AVC). Uczestniczą w nich najlepsze żeńskie drużyny klubowe (zajmujące czołowe miejsca w azjatyckich ligach krajowych). Odbywają się one co roku, nieprzerwanie od 2004 roku. W dotychczasowej historii rozgrywek najwięcej tytułów klubowego mistrza Azji wywalczył Tianjin Bridgestone.

## System rozgrywek
Do roku 2001 zawody były rozgrywane systemem kołowym (tj. każdy z każdym, po jednym meczu), natomiast w roku 2002 cztery najlepsze drużyny spotykały się w turnieju finałowym, w którym rozegrano półfinały i finał. W 2003 roku turniej nie odbył się. W latach 2004–2007 przywrócono system kołowy w rozgrywkach. Aktualnie turniej składa się z fazy zasadniczej (rozgrywki grupowe, z których awans do następnej rundy uzyskuje osiem najlepszych drużyn) oraz z fazy finałowej (złożonej z ćwierćfinałów, półfinałów i finału).

## Triumfatorzy i uczestnicy
| Sezon | Gospodarz             | 1. miejsce             | 2. miejsce              | 3. miejsce                        | 4. miejsce               |                       |
| ----- | --------------------- | ---------------------- | ----------------------- | --------------------------------- | ------------------------ | --------------------- |
| 1999  | Ubon Ratchathani      | GS Caltex Seoul KIXX   | Aero Thai               | Shanghai Cable TV                 | Alma Dinamo              |                       |
| 2000  | Shaoxing              | Shanghai Cable TV      | NEC Red Rockets         | Zhejiang Nandu                    | Hyundai E&C              |                       |
| 2001  | Ho Chi Minh           | Shanghai Cable TV      | Hisamitsu Springs       | Aero Thai                         | Rahat CSKA               |                       |
| 2002  | Bangkok               | Hisamitsu Springs      | BEC World               | Rahat Almaty                      | Shanghai Cable TV        |                       |
| 2003  | przerwa w rozgrywkach | przerwa w rozgrywkach  | przerwa w rozgrywkach   | przerwa w rozgrywkach             | przerwa w rozgrywkach    | przerwa w rozgrywkach |
| 2004  | Ałmaty                | Rahat Ałmaty           | Bayi Yiyang             | Chung Shan                        | Astana Kanaty            |                       |
| 2005  | Ninh Bình             | Tianjin Bridgestone    | Chung Shan              | Daejeon Korea Ginseng Corporation | Rahat CSKA               |                       |
| 2006  | Manilla               | Tianjin Bridgestone    | Chung Shan              | Sang Som                          | Rahat CSKA               |                       |
| 2007  | Vĩnh Phúc             | Rahat CSKA             | Sang Som                | Hisamitsu Springs                 | Sobaeksu                 |                       |
| 2008  | Vĩnh Phúc             | Tianjin Bridgestone    | Sang Som                | Toray Arrows                      | Sobaeksu                 |                       |
| 2009  | Nakhon Pathom         | Federbrau              | Tianjin Bridgestone     | Toray Arrows                      | Żetysu Ałmaty            |                       |
| 2010  | Gresik                | Federbrau              | Żetysu Ałmaty           | JT Marvelous                      | Tianjin Bridgestone      |                       |
| 2011  | Vĩnh Phúc             | Chang                  | Tianjin Bridgestone     | Żetysu Ałmaty                     | Thông Tin Liên Việt Bank |                       |
| 2012  | Nakhon Ratchasima     | Tianjin Bridgestone    | Toray Arrows            | Chang                             | Żetysu Ałmaty            |                       |
| 2013  | Buôn Ma Thuột         | Guangzhou Evergrande   | Żetysu Ałmaty           | PFU BlueCats                      | Bo Tong Gang             |                       |
| 2014  | Nakhon Pathom         | Hisamitsu Springs      | Tianjin Bridgestone     | Zhetyssu Taldykorgan              | Chiński Tajpej           |                       |
| 2015  | Hà Nam                | Bangkok Glass VC       | Hisamitsu Springs       | Zhejiang Volleyball               | Chiński Tajpej           |                       |
| 2016  | Biñan                 | NEC Red Rockets        | Bayi Shenzhen           | Bangkok Glass VC                  | Ałtaj Oskemen            |                       |
| 2017  | Ust-Kamienogorsk      | Supreme Chonburi VC    | Hisamitsu Springs       | Tianjin Bridgestone               | Ałtaj Oskemen            |                       |
| 2018  | Ust-Kamienogorsk      | Supreme Chonburi VC    | NEC Red Rockets         | Jiangsu ECE Volleyball            | Ałtaj Oskemen            |                       |
| 2019  | Tiencin               | Tianjin Bridgestone    | Supreme Chonburi VC     | Hisamitsu Springs                 | Ałtaj Oskemen            |                       |
| 2021  | Nakhon Ratchasima     | Ałtaj Oskemen          | Nakhon Ratchasima QminC | Supreme Chonburi VC               | Saipa Teheran            |                       |
| 2022  | Semej                 | Kuanysz Pietropawłowsk | Ałtaj Oskemen           | Diamond Food–Fine Chef            | Barij Essence Kaszan VC  |                       |
| 2023  | Vĩnh Yên              | Sport Center 1         | Diamond Food–Fine Chef  | Liaoning Donghua                  | King Whale Tajpej        |                       |
| 2024  | Nakhon Ratchasima     | NEC Red Rockets        | LP Bank Ninh Bình       | Nakhon Ratchasima QminC           | Kuanysz Pietropawłowsk   |                       |